# ジキル博士とハイド氏 (1920年のドイツ映画)
『ジキル博士とハイド氏』（独: Der Januskopf、 英: The Head of Janus）は、ロバート・ルイス・スティーヴンソンの小説『ジキル博士とハイド氏』を基にした、1920年公開のドイツの映画である。この映画はF・W・ムルナウのフィルムのうち、現存しないもののひとつである。ただし、脚本と演出ノートは残っている。なお、スタッフのうちプロデューサーであるエリッヒ・ポマーと脚本家のハンス・ヤノヴィッツは『カリガリ博士』にも携わった。偶然にも、この年、アメリカ合衆国でも同じ作品を題材とした映画『狂へる悪魔』が公開された。

## キャスト
- コンラート・ファイト ：ウォーレン博士 ／ オコナー氏
- マグナス・スティフター：博士の知人
- マルガレーテ・シュレーゲル：グレース ／ ジェーン
- ベラ・ルゴシ：博士の執事

### エキストラ
- Willy Kaiser-Heyl
- Margarete Kupfer
- Danny Guertler
- Gustav Botz
- Jaro Fürth
- Hans Lanser-Rudolf
- Marga Reuter
- Lanja Rudolph

## 備考
博士が研究室への階段を登るシーンにおいて、ヤノヴィッツはカメラが彼について行くようにと指示している。